# Liska József
Liska József (Resicabánya, 1883. április 6. – Budapest, 1967. március 20.), magyar villamosmérnök, egyetemi tanár, az MTA levelező tagja, „a villamos gépek professzora".

## Életpályájának kezdete

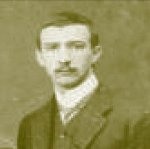
Liska József 24 évesen

1883. április 6-án született Resicabányán. Apja kohómérnök, édesanyja tisztviselő család gyermeke volt. Liska József először a helyi iskolát végezte el, majd 1900-ig a fehértemplomi gimnáziumba járt. 
Műszaki tanulmányait a bécsi műegyetemen kezdte, majd a Budapesti Műegyetemen fejezte be, ahol gépészmérnöki diplomát kapott 1904-ben. Elektrotechnikát Karlsruhében tanult oly sikerrel, hogy egy év alatt szerezte meg kitűnő minősítéssel az elektromérnöki oklevelet. Kötelező katonaévei után laborasszisztensként sokat foglalkozott a villamos gépek szénkeféivel, s e témából írt értekezésével („A dinamókefék súrlódása”) doktori oklevelet szerzett.

## Liska az iparban
Gazdag tapasztalatait 1908-tól itthon hasznosította. A Ganz Villamossági Részvénytársaságban helyezkedett el próbatermi mérnökként, majd 1914-ig a számítási osztályon dolgozott. Közben cikkei jelentek meg a szinkron- és egyenáramú gépek, valamint a fékmágnesek témájában. A „Nagyfeszültségű egyenáramú motoroknak a nagyvasúti lokomotívokon való alkalmazása” című dolgozatával elnyerte a Magyar Elektrotechnikai Egyesület Zipernowsky-díját. Ganz gyári működésének az első világháború vetett véget, melynek során katonai szolgálatot teljesített a cs. és kir. 6. vártüzér ezred kötelékében.
1921-től 1939-ig a Villamossági és Műszaki Rt., illetve a Villamossági és Ipari Rt. igazgatójaként végzett tevékenységét kell megemlíteni. Előbbinél a transzformátor gyártást szervezte meg, utóbbinál ugyanezt korszerűsítette, és 60 kV feszültséghatárig kiterjesztette, továbbá bevezette a kapcsolóberendezések gyártását és kis-, és középfeszültségű szabadvezeték-hálózatra építését. Tervezett transzformátorállomásokat és elosztóhálózatokat közép- és kisfeszültségre. Az ő műszaki irányítása alatt cége részt vett a Budapest-Hegyeshalom vasútvonal villamosításában.

## Egyetemi és tudományos pályafutása
A Karlsruhéban szerzett doktori oklevelének honosítása után 1914-től a József Nándor Műszaki Egyetem magántanára. 1921-ben Reisinger-díjban részesül, majd 1926-ban rendkívüli tanári címet kapott. 1937-ben a Műegyetem II. Elektrotechnika Tanszékének helyettes tanára lett. Ettől kezdve rendszeresen tartott előadásokat, majd 1939-ben nyilvános rendes tanári meghívást kapott a Műegyetemtől, ahol egyetemi professzorként működött, az 1938-ban elhunyt Söpkéz Sándor professzor utódaként. Ekkor ipari vezetői tevékenységét befejezve teljesen az oktatásnak szentelte az életét. 1942-ben a II. Elektrotechnika Tanszéket beolvasztották a Villamos gépek és mérések tanszékbe, Liska professzort az összevont tanszék vezetőjévé nevezték ki, a nyugállományba vonult Pöschl Imre professzor utódaként.
Szakirodalmi tevékenységéhez tartozik az Elektrotechnika lapnál 1919-1922 között végzett szerkesztői, majd főszerkesztői munkája.
Az Elektrotechnikai Egyesületnek 1922-ben főtitkára, majd évtizedeken keresztül társelnöke, 1961-től pedig tiszteletbeli elnöke volt.
1943-ban nagy sikerű előadássorozatot tartott a „Transzformátorok üzemi sajátosságai” címmel. Ebben az időben a Gépészmérnöki Kar dékánja volt. 1944-ben számos egyetemi hallgatón és oktatón, illetve üldözöttön segített. A háború után Verebélў professzorral vállvetve szorgalmazta a Műegyetemen a romok eltakarítását, a tudományos munka és oktatás megkezdését.
1945-ben megjelent első könyve Villamos gépek vektorábrái címmel, majd 1948-ban élete fő művének, a „Villamos gépek” sorozatának első része (I. Transzformátorok). Ezt 1951-ig még további négy rész (II. Egyenáramú gépek, III. Szinkrongépek, IV. Aszinkron gépek, V. Szerkezettan) követte. E sorozatot egészíti ki az 1953-ban illetve 1955-ben megjelent „Váltakozó áramok elmélete” és a „Villamos áramkörök vektorábrái”.
A Magyar Tudományos Tanács 1949-ben a kiemelkedő tudományos munkát végzők sorába emelte.
Az 1950–51. év Liska professzor egyetemi pályafutásának fontos állomása. A Villamosmérnöki Kar első dékánjaként megvetette a modern elektrotechnikai oktatás alapjait.
Az MTA 1951-ben a „műszaki tudományok doktorává” nyilvánította.
Akadémiai székfoglaló előadását a Szinkronizált indukciós motorok címmel tartotta. Műveiben a tudományos következetesség, rendszerezettség, precizitás érthetőséggel, tömörséggel és gyakorlati szemlélettel párosul.
Liska József érdemeit a tudományos élet és a kormányzat több alkalommal is elismerte. 1951-től az MTA doktora, 1958-tól levelező tagja. Éveken át az Akadémia Erősáramú Villamos Bizottságának elnöke.
1954-ben a Kossuth-díj ezüst fokozatát kapta meg. 
A Műegyetem 1955-ben aranydiplomával ismerte el, nyugdíjba vonulásakor díszdoktorává avatta.
1967-ben hunyt el. A magyar tudományos élet, az erősáramú elektrotechnika és ipar, a felsőoktatás és sok-sok tanítványa hálával emlékezik rá. Tankönyvei a villamos gépek felépítésének, működésének és a tervezési módszerek alapjainak ma is legjobb magyar nyelvű összefoglalói.

## Emlékezete
1987. március 15. óta a jászberényi Erősáramú Szakközépiskola (azonosító száma OM 201765) Liska József nevét viselte, rövid neve „Liska Középiskola” volt. 2012. május 30-i alapítással az iskola az Egri főegyházmegye kezelésébe került, neve Liska József Katolikus Erősáramú Szakközépiskola, Gimnázium és Kollégium-ra változott. A fenntartó 2013. szeptember 1-jéi hatállyal az iskola jogutód nélküli megszüntetéséről döntött, a megszűnés dátuma 2013. december 5. 
Az egyházi kezelésű iskola jelenleg (2021) Szent József Katolikus Elektronikai Technikum, Gimnázium és Kollégium néven működik.

## Díjak, kitüntetések
- 1913 – Magyar Elektrotechnikai Egyesület Zipernowsky-díja
- 1953 – Munka Érdemrend
- 1954 – Kossuth-díj ezüst fokozata
- 1954 – BME-aranydiploma
- 1958 – A Munka Vörös Zászló Érdemrendje
- 1961 – Munka Érdemrend
- 1964 – BME-gyémántoklevél

## Főbb művei
- Nagyfeszültségű egyenáramú motorok nagyvasúti lokomotívokban való alkalmazása (Elektrotechnika, 1913)
- Szinkronizált indukciós motorok gerjesztése (Székfoglaló. A Magyar Tudományos Akadémia Műszaki Tudományok Osztályának közleményei, 25. 1960)
- Villamosgépek vektorábrái (Budapest, 1945)
- Váltakozó áramok elmélete (Retter Gyulával, Budapest, 1953)
- Villamosgépek (I–V. Budapest, 1948–60)